# Hermann Jadlowker

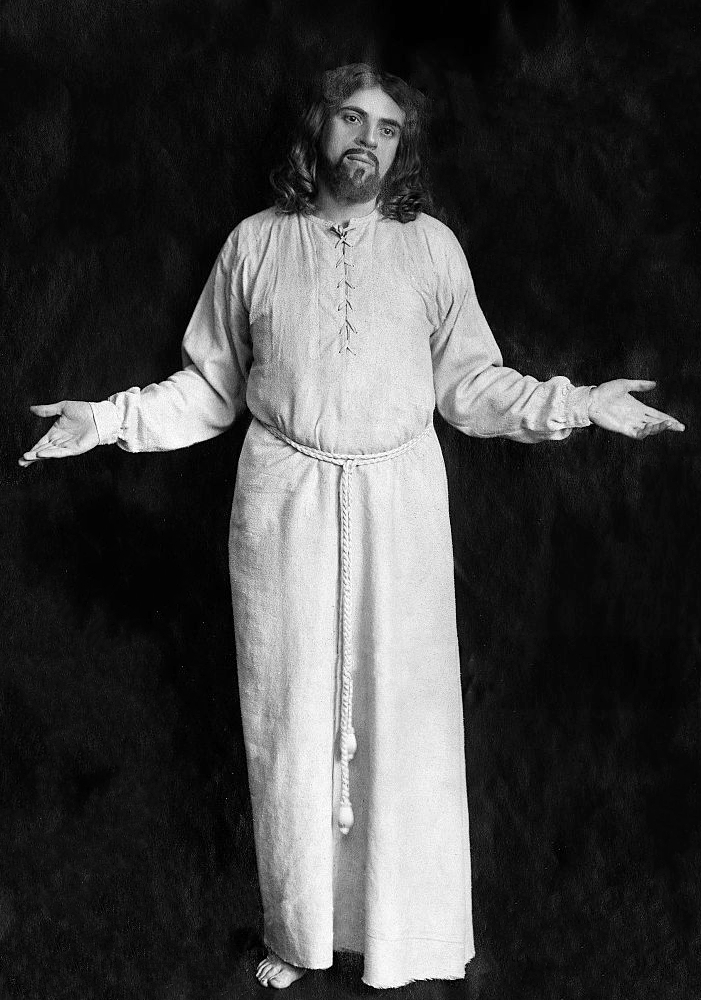
Hermann Jadlowker en 1914.

Hermann Jadlowker (Riga, 17 de julio de 1877 - Tel Aviv, 13 de mayo de 1953) fue un cantante judío de ópera con voz de tenor, y destacado por su coloratura. Se le atribuyen diversas nacionalidades: letón por haber nacido en Riga, ruso por ser entonces esta ciudad parte del Imperio ruso, así como alemán e israelí, al acabar sus días en el Estado de Israel.
Para escapar de una carrera comercial a la que su padre le quería forzar, se escapó de casa a los 15 años de edad, y finalmente marchó a Viena, donde estudió canto con Gänsbacher. En 1899 hizo su debut en Colonia en la obra de Conradin Kreutzer titulada Nachtlager von Granada. Posteriormente fue contratado en Stettin y Karlsruhe. En este lugar el emperador Guillermo le oyó y quedó tan impresionado que le ofreció un contrato de cinco años en la Ópera Real de Berlín. De allí marchó a Viena. En 1910 debutó en el MET en Königskinder de Engelbert Humperdinck, donde fue uno de los artistas más versátiles, midiéndose con Enrico Caruso. 
Regresó a Berlín en 1912 y prosiguió su carrera cantando en ciudades alemanas en ópera y conciertos. En 1929 fue elegido cantor en la sinagoga de Riga hasta que emigró a Eretz Israel en 1938. Enseñó en Tel Aviv y en Jerusalén hasta su muerte.